# Scott Cooper
Scott Cooper (Abingdon, 20 aprile 1970) è un regista, sceneggiatore, produttore cinematografico e attore statunitense.

## Biografia
Originario della Virginia, inizia la sua carriera di attore al celebre Lee Strasberg Theatre and Film Institute di New York. Ha collaborato con il suo mentore, Robert Duvall, in 4 pellicole. Nel 2009 scrive, dirige e produce il film Crazy Heart, pellicola che ottiene ben due Golden Globe e due Premi Oscar nel 2010, per migliore attore protagonista a Jeff Bridges e miglior canzone originale con The Weary Kind, scritta da T Bone Burnett e Ryan Bingham.
Nel 2013 è uscito il secondo film da regista di Cooper, Il fuoco della vendetta - Out of the Furnace, interpretato da Christian Bale e Woody Harrelson e che è stato presentato all'ottava edizione del Festival Internazionale del Film di Roma. Il film successivo, Black Mass - L'ultimo gangster, trasposizione dell'omonimo romanzo, vede come protagonista Johnny Depp nel ruolo di James 'Whitey' Bulger.

## Vita privata
È sposato ed è padre di due figlie.

## Filmografia

### Attore

#### Cinema
- Dry Martini, regia di Alejandro Chomski - cortometraggio (1998)
- Austin Powers - La spia che ci provava (Austin Powers: The Spy Who Shagged Me), regia di Jay Roach (1999)
- Takedown, regia di Joe Chappelle (2000)
- Perfect Fit, regia di Donald P. Borchers (2001)
- Bill's Gun Shop, regia di Dean Hyers (2001)
- Gods and Generals, regia di Ronald F. Maxwell (2003)
- Save It for Later, regia di Clark Brigham (2003)
- Attitude, regia di Rob Nilsson (2003)
- Rain, regia di Robert J. Wilson (2003)
- The Funeral Party (Get Low), regia di Aaron Schneider (2009)
- For Sale by Owner, regia di Robert J. Wilson (2009)

#### Televisione
- X-Files (The X-Files) - serie TV, episodio 7x05 (1999)
- The District - serie TV, 1 episodio (2001)
- Broken Trail - Un viaggio pericoloso, regia di Walter Hill - miniserie TV (2006)

### Regista
- Crazy Heart (2009)
- Il fuoco della vendetta - Out of the Furnace (Out of the Furnace) (2013)
- Black Mass - L'ultimo gangster (Black Mass) (2015)
- Hostiles - Ostili (Hostiles) (2017)
- Antlers - Spirito insaziabile (Antlers) (2021)
- The Pale Blue Eye - I delitti di West Point (The Pale Blue Eye) (2022)
- Springsteen - Liberami dal nulla (Springsteen: Deliver Me From Nowhere) (2025)

### Sceneggiatore
- For Sale by Owner, regia di Robert J. Wilson (2009)
- Crazy Heart, regia di Scott Cooper (2009)
- Il fuoco della vendetta - Out of the Furnace (Out of the Furnace), regia di Scott Cooper (2013)
- Hostiles - Ostili (Hostiles), regia di Scott Cooper (2017)
- Antlers - Spirito insaziabile (Antlers), regia di Scott Cooper (2021)
- The Pale Blue Eye - I delitti di West Point (The Pale Blue Eye), regia di Scott Cooper (2022)
- Springsteen - Liberami dal nulla (Springsteen: Deliver Me From Nowhere), regia di Scott Cooper (2025)

### Produttore
- For Sale by Owner, regia di Robert J. Wilson (2009)
- Crazy Heart, regia di Scott Cooper (2009)
- Black Mass - L'ultimo gangster (Black Mass), regia di Scott Cooper (2015)
- Hostiles - Ostili (Hostiles), regia di Scott Cooper (2017)
- Dr. Pimple Popper, la dottoressa schiacciabrufoli (Dr. Pimple Popper), regia di  Paul Village (2017)
- The Pale Blue Eye - I delitti di West Point (The Pale Blue Eye), regia di Scott Cooper (2022)
- Springsteen - Liberami dal nulla (Springsteen: Deliver Me From Nowhere), regia di Scott Cooper (2025)

## Riconoscimenti
- 2009 - CFCA Award
  - Candidatura per il Regista più promettente per Crazy Heart
- 2010 - Independent Spirit Award
  - Candidatura alla Miglior sceneggiatura per Crazy Heart
- 2010 - WGA Award
  - Candidatura alla Miglior sceneggiatura adattata per Crazy Heart
- 2013 - Festival Internazionale del Film di Roma
  - Premio Taodue Camera d'oro per la Migliore Opera Prima/Seconda